# Calando
Calando is een Italiaanse muziekterm die aangeeft dat een passage in een muziekstuk zo uitgevoerd dient te worden, dat dit een verkalmend effect heeft. Dit brengt wijzigingen in zowel de dynamiek, het tempo en de voordracht van een stuk met zich mee. In de praktijk komt dit neer op een verzachtend effect qua dynamiek, door geleidelijk in dynamiek terug te gaan. Bij de uitvoering van de aanwijzing zal ook het tempo licht vertragen. Voor wat betreft de voordracht, heeft het in zoverre invloed dat erin een toenemende kalmte tot uitdrukking moet komen.
Deze aanduiding komt vooral voor bij de afsluiting van een stuk of een deel van een stuk. Tussen de termen calamando en calando zit geen verschil in uitvoering. Het verschil tussen calando en lentando (tempo en dynamiek verminderen) is dat daarbij het effect niet zozeer op kalmte ligt, maar meer op het puur verzachtende effect van de aanwijzing. Er zijn ook sterk verwante aanwijzingen. Het tegenovergestelde van calando is affrettando.
de toevoegingen -endo en -ando betekenen dat een bepaald effect (hier: kalmte) geleidelijk versterkt moet worden. Over welk tijdsbestek dit gebeurt, is aan de interpretatie van de uitvoerend muzikant(en) of wordt op een bepaalde manier duidelijk gemaakt door de componist van het betreffende stuk.